# Clyde R. Hoey
Clyde R. Hoey (11 de dezembro de 1877 - 12 de maio de 1954) foi um político americano que serviu como 59º governador da Carolina do Norte de 1937 a 1941.
Mais tarde, ele serviu  como senador dos Estados Unidos de 1945 até sua morte em 1954.